# R. J. Kirsch
Rolf-Jürgen Kirsch (* 1959 in Kirchen/Sieg) ist ein deutscher Maler und Konzeptkünstler.

## Leben
Kirsch studierte Malerei an den Kölner Werkschulen bei Franz Dank. Durch die Begegnung mit dem amerikanischen Fluxuskünstler Al Hansen entstand Anfang der 1990er Jahre eine intensive Auseinandersetzung mit der Aktions- und Performancekunst. 1991 gründete er das Kunstmagazin „Der Stillstand“, als dessen Herausgeber er bis heute wirkt. Zwischen 1994 und 1998 verfolgte er eine regelmäßige Teilnahme an Projekten der ASA-European, insbesondere „Die Gabe“. Als freier Kurator organisierte und konzipierte er Performanceveranstaltungen wie „100 Performances im Urania Theater 1995“ oder „Graz Performances 2003“. R.J.Kirsch ist Mitglied der Kölner Performance-Organisation PAERSCHE.
Kirsch lebt und arbeitet in Köln.

## Werk
Kirschs befasst sich mit der Möglichkeit des Malens vor allem auch vor dem Hintergrund aktueller technologischer Entwicklung Hierbei ist es vor allem der Entwicklungsstand technischer bedingter Bildmedien, auch bildgebender Verfahren, die ihn malerisch besonders beschäftigen. In der Werkserie Phantom generiert Kirsch aus einer ungegenständlichen Auffassung von Malerei in einem fortlaufenden Abstraktionsprozess eine Art kalligrafischen Zeichenfluss, der zuletzt mittels Skulpturen in Schattenszenarien übersetzt wird. Ergebnis sind sowohl Schattenprojektionen im Raum als auch Fotogramme, Farbfotogramme, die als Gegenstück zur traditionellen Malerei seine kompositorische Arbeit repräsentieren. Darüber hinaus nimmt Kirsch mit seinen Schattenprojektionen Bezug auf die Arbeit des Bauhaus-Künstlers László Moholy-Nagy, der bereits in den zwanziger Jahren des letzten Jahrhunderts mit Licht-Projektionen im Raum experimentierte. Doch wo Moholy-Nagys sogenannter Licht-Raum-Modulator mit seinem geometrisierten Formenkanon, Lochblechen und rechten Winkeln die Maschinenästhetik seiner Epoche thematisieren, ist Kirschs Formenrepertoire durch vielfach gebrochene Fragmente bestimmt.
Unfälle, Havarien oder Abstürze als Symbole technischen Scheiterns stellen einen zweiten Schwerpunkt in der Entwicklung seiner Arbeit dar. In Rhythmus der Statistik, einer Serie mit Unfallszenen von Flugzeugen, Schiffen oder Eisenbahnen, an der Kirsch seit 2002 arbeitet, erfasst diese Inszenierung den beschleunigten Gegenstand. Die Aneinanderreihung zumeist kleinformatiger Arbeiten erzeugt ein Panorama des Scheiterns hochtechnisierter Fortbewegungsmittel.
Die in weiteren Werkserien darauf folgende Übersetzung kinetischer Verformungen in einen malerischen Duktus macht die außer Kontrolle geratenen Bewegungsenergien sichtbar.
In seinen neuesten Arbeiten treibt Kirsch den Faltenuwrf in reliafartige Oberflächen aus Aluminium, die frei vor der Wand schweben.
Darüber hinaus entstehen immer wieder Serien, in denen Kirsch in einem malerischen Aneignungsprozess vorgefundene, vor allem auch technische Bildwelten thematisiert.

## Rezeption
Kirschs kritische Position steht im Vordergrund, wenn Ulrike Brandenburg im Wiesbadener Kurier zur Ausstellung im Bellevuesaal Wiesbaden schreibt, Kirsch bremse „Stilistisch folgerichtig  in virtuosen wie in jedem Sinne realistischen Gemälde das Prinzip uneingeschränkter Mobilität aus“.
Die formalen Aspekte seiner Malerei benennt Emmanuel von Stein im Kölner Stadtanzeiger.
Kirsch analysiere „malerisch die Aggregatzustände sich verformender Materialien“.
Michael Weiser weist im Nordbayrischen Kurier auf die Verschmelzung der einzelnen Bildformate zu einem Gesamtpanorama hin, dass zuletzt wie eine Antwort auf die mediale Präsenz der Nachrichtenbilder erscheine.
Die Kunsthistorikerin Sabine Schütz erwähnt in ihrer Eröffnungsrede im Kunstverein Viernheim den Bezug zu den medialen Bildwelten, derer sich Kirsch für seine Umsetzungen bedient und attestiert ihm eine distanziert-kritische, und zuweilen auch  ironische Haltung. Zwar bediene sein Ansatz die „großen Sujets der postmodernen Kunst“ und seien insofern nicht neu, Kirsch habe aber „eine ganz eigene und neuartige Bildsprache erschaffen“.
Peter Lodermeyer sieht in Kirschs Arbeit schließlich eine Gegenthese zum Futurismus eines Tommaso Marinetti. In seiner kritischen Haltung zeige Kirsch den Unfall als „gerne verdrängte Wahrheit der Technik“. In Bezug auf die Theorien des Kulturwissenschaftlers Aby Warburg betrachtet er Kirschs Verfaltungskompositionen als  „Pathosformeln“ der technischen Moderne.

## Ausstellungen (Auswahl)
- 1999 PHANTOM, Museum Albstadt, Katalog
- 1999 Goethe-Institut, Brüssel/Evere, Belgien
- 2001 Sammlung SK Köln
- 2003 The Merry Waitingroom, opening event, Kulturhauptstadt Graz
- 2003 Zu Hause bleiben, Installation, Moltkerei-Werkstatt, Köln
- 2004 Status Quo, Galerie Murata&friends, Berlin
- 2004 Temporary Bell Tone Laboratory, Pilotprojekt Gropiusstadt, Berlin
- 2004 Mit den Füßen zuerst, Galerie v.d. Milwe, Aachen
- 2005 cars and races, Galerie Foert/Garanin, Berlin
- 2006 Rhythmus der Statistik, Galerie Rachel Haferkamp, Köln[21]
- 2006 Rhythmus der Statistik, Abel Neue Kunst, Berlin
- 2007 Gropius Stories, Galerie im Körnerpark, Berlin
- 2008 Im Konjunktiv der Dinge, Galerie Jürgen Kalthoff, Essen
- 2008 Passagen, Galerie Abel Neue Kunst, Berlin[22]
- 2008 Still Life Pieces, Artgalerie7, Köln
- 2009 Reanimation, Galerie Jürgen Kalthoff, Essen
- 2010 Leerlauf, zus. mit Max Scholz, Bellevuesaal Wiesbaden[23]
- 2011 Hot Spot Berlin, Georg-Kolbe-Museum Berlin
- 2012 Das verortete Verlangen, Feuerwache Friedrichshain, Berlin
- 2012 Abstracts, Art Galerie 7, Köln
- 2013 Subversion und Abgrund, Spor Klübü, Berlin
- 2013 Der Maler im Dunkel, Kunstverein Viernheim[24]
- 2013 Ostrale – Internationale Ausstellung zeitgenössischer Künste, Dresden, Katalog[25]
- 2014 phantoms, Kunstverein Bayreuth/Kunstmuseum Bayreuth[26]
- 2014 Watercolors, Artgalerie7, Köln
- 2015 Moto Park, Kunstverein Eisenturm Mainz[27]
- 2017 Glanz und Gloria, Künstler der Galerie, Artgalerie7, Köln
- 2017 Feriengäste, Groupshow, Labor Ebertplatz, Köln
- 2017 8+1, Groupshow, Studio Victor Dahmen, Köln
- 2018 Schemen, Petersburger Raum für Kunst, Köln
- 2018 Das kleine Format, Raumsechs, Düsseldorf
- 2018 Phantome, Cisrcus1, Susanne Burmester Galerie, Putbus
- 2019 Souterrain, Labor Ebertplatz, Köln
- 2019 Wasserspiele, Groupshow, Artgalerie7, Köln
- 2019 Schemen, Adahan-1 Galeri, Istanbul Biennale
- 2020 Nachtschatten, Oberwelt, Stuttgart
- 2020 Schemen, Bunker K101, Hochbunker Körnerstraße, Köln
- 2021 Lichtbilder, Petersburger Raum für Kunst, Köln
- 2022 REANIMATION, PAN kunstforum niederrhein, Emmerich

## Auszeichnungen und Stipendien
- 2001: Otzenrath Stipendium, Hausmuseum Otzenrath

## Veröffentlichungen
- R.J.Kirsch/Dietmar Pokoyski: Ultinet art: 10 Jahre Ultimate Akademie; 1987–1997. Krash-Verlag, Köln 1997, ISBN 3-927452-87-4
- Jörg Becker: Phantom. R. J. Kirsch. Städtische Galerie Albstadt, 1999  PDF, 2MB
- Peter Gerlach: Rhythmus der Statistik. 2006. (online auf: peter-gerlach.eu)
- ABEL Neue Kunst: R.J.Kirsch, RHYTHUS DER STATISTIK, Ausstellungskatalog, ABEL Neue Kunst, Berlin 2007,  PDF, 3MB
- Kunstverein Viernheim: R.J.Kirsch, PHANTOM, Katalog zur Ausstellung PHANTOM, Kunstverein Viernheim 2013 PDF, 3MB
- Bunker K101: R.J.Kirsch, SCHEMEN, Katalog zur Ausstellung SCHEMEN, Bunker K101, Köln, 2020 PDF, 3MB
- PAN kunstforum Emmerich R.J.Kirsch, REANIMATION, Katalog zur Ausstellung REANIMATION, PAN kunstforum Emmerich, 2022  PDF, 1,5MB
- in Vorbereitung: REANIMATION, Claus Richter Verlag, Köln, mit einem Vorwort von Peter Lodermeyer und Texten unter anderem von Sabine Schütz, Clemens Ottnad und weiteren Autoren, 2022 PDF, 15 MB